# Puchar Narodów Afryki 2023 (kwalifikacje)/Grupa I
Grupa I jest jedną z dwunastu grup eliminacji do turnieju o Puchar Narodów Afryki 2023. Składa się z czterech wymienionych niżej reprezentacji:
- Demokratyczna Republika Konga
- Gabon
- Mauretania
- Sudan

## Tabela
| Msc. | Zespół                        | M | W | R | P | Br+ | Br- | +/- | Pkt |
| ---- | ----------------------------- | - | - | - | - | --- | --- | --- | --- |
| 1    | Demokratyczna Republika Konga | 6 | 4 | 0 | 2 | 11  | 4   | +7  | 12  |
| 2    | Mauretania                    | 6 | 3 | 1 | 2 | 7   | 2   | +2  | 10  |
| 3    | Gabon                         | 6 | 2 | 1 | 3 | 3   | 5   | -2  | 7   |
| 4    | Sudan                         | 6 | 2 | 0 | 4 | 3   | 10  | -7  | 6   |

|                               | Demokratyczna Republika Konga | Gabon | Mauretania | Sudan |
| ----------------------------- | ----------------------------- | ----- | ---------- | ----- |
| Demokratyczna Republika Konga | X                             | 0:1   | 3:1        | 2:0   |
| Gabon                         | 0:2                           | X     | 0:0        | 1:0   |
| Mauretania                    | 1:1                           | 2:1   | X          | 3:0   |
| Sudan                         | 2:1                           | 1:0   | 0:3        | X     |

## Wyniki

### Kolejka 1
| 4 czerwca 2022 21:00 CEST | Mauretania · Kamara 27' (k.), 30' · Mahmoud 77' | 3:0(2:0)Raport | Sudan | Stade Cheikha Ould Boïdiya, Nawakszut Sędzia: Fabricio Duarte |
|                           |                                                 |                |       |                                                               |

| 9 czerwca 2022 18:00 CEST | Demokratyczna Republika Konga | 0:1(0:1)Raport | Gabon · 23' Babicka | Stade des Martyrs, Kinszasa Sędzia: Bernard Camille |
|                           |                               |                |                     |                                                     |

### Kolejka 2
| 8 czerwca 2022 18:00 CEST | Gabon | 0:0(0:0)Raport | Mauretania | Stade de Franceville, Franceville Sędzia: Messie Nkounkou |
|                           |       |                |            |                                                           |

| 8 czerwca 2022 21:00 CEST | Sudan · Hamid 16' · Abdelrahman 86' | 2:1(1:0)Raport | Demokratyczna Republika Konga · 90+3' Bolingi | Stadion Al-Hilal, Omdurman Sędzia: Joshua Bondo |
|                           |                                     |                |                                               |                                                 |

### Kolejka 3
| 23 marca 2023 20:00 CEST | Gabon · Palun 71' | 1:0(0:0)Raport | Sudan | Stade de Franceville, Franceville Sędzia: Haythem Guirat |
|                          |                   |                |       |                                                          |

| 24 marca 2023 14:00 CEST | Demokratyczna Republika Konga · Kakuta 37' · Bakambu 42' · Masuaku 67' | 3:1(2:0)Raport | Mauretania · 55' Abeid | Stade TP Mazembe, Lubumbashi Sędzia: Abongile Tom |
|                          |                                                                        |                |                        |                                                   |

### Kolejka 4
| 27 marca 2023 22:00 CEST | Sudan · Komi 67' | 1:0(0:0)Raport | Gabon | Stadion Al-Hilal, Omdurman Sędzia: Lotfi Bekouassa |
|                          |                  |                |       |                                                    |

| 28 marca 2023 00:00 CEST | Mauretania · Soueid 57' | 0:3 wo.Raport | Demokratyczna Republika Konga · 9' Bakambu | Stade Cheikha Ould Boïdiya, Nawakszut Sędzia: Sadok Selmi |
|                          |                         |               |                                            |                                                           |

### Kolejka 5
| 18 czerwca 2023 20:00 CEST | Gabon | 0:2(0:1)Raport | Demokratyczna Republika Konga · 34' Tshibola · 83' Mayele | Stade de Franceville, Franceville Sędzia: Amin Omar |
|                            |       |                |                                                           |                                                     |

| 20 czerwca 2023 20:00 CEST | Sudan | 0:3(0:1)Raport | Mauretania · 26' El Abd · 49' Houbeib · 55' Tanjy | Stade d’Agadir, Agadir Sędzia: Ibrahim Mutaz |
|                            |       |                |                                                   |                                              |

### Kolejka 6
| 9 września 2023 18:00 CEST | Mauretania · Tanjy 30' · Kamara 42' | 2:1(2:0)Raport | Gabon · 90+1' Ndong | Stade Cheikha Ould Boïdiya, Nawakszut Sędzia: Mustapha Ghorbal |
|                            |                                     |                |                     |                                                                |

| 9 września 2023 18:00 CEST | Demokratyczna Republika Konga · Bongonda 8' · Mayele 87' | 2:0(1:0)Raport | Sudan | Stade des Martyrs, Kinszasa Sędzia: Samir Guezzaz |
|                            |                                                          |                |       |                                                   |

## Strzelcy
3 gole
- Aboubakar Kamara

2 gole
- Cédric Bakambu
- Fiston Kalala Mayele
- Hemeya Tanjy

1 gol
- Jonathan Bolingi
- Theo Bongonda
- Gaël Kakuta
- Arthur Masuaku
- Aaron Tshibola
- Shavy Babicka
- Didier Ndong
- Lloyd Palun
- Aly Abeid
- Nouh El Abd
- Hassan Houbeib
- Abdallahi Mahmoud
- Mouhamed Soueid
- Mohamed Abdelrahman
- Waleed Bakhet Hamid
- Mohamed Alhaj Komi